# 卡內省

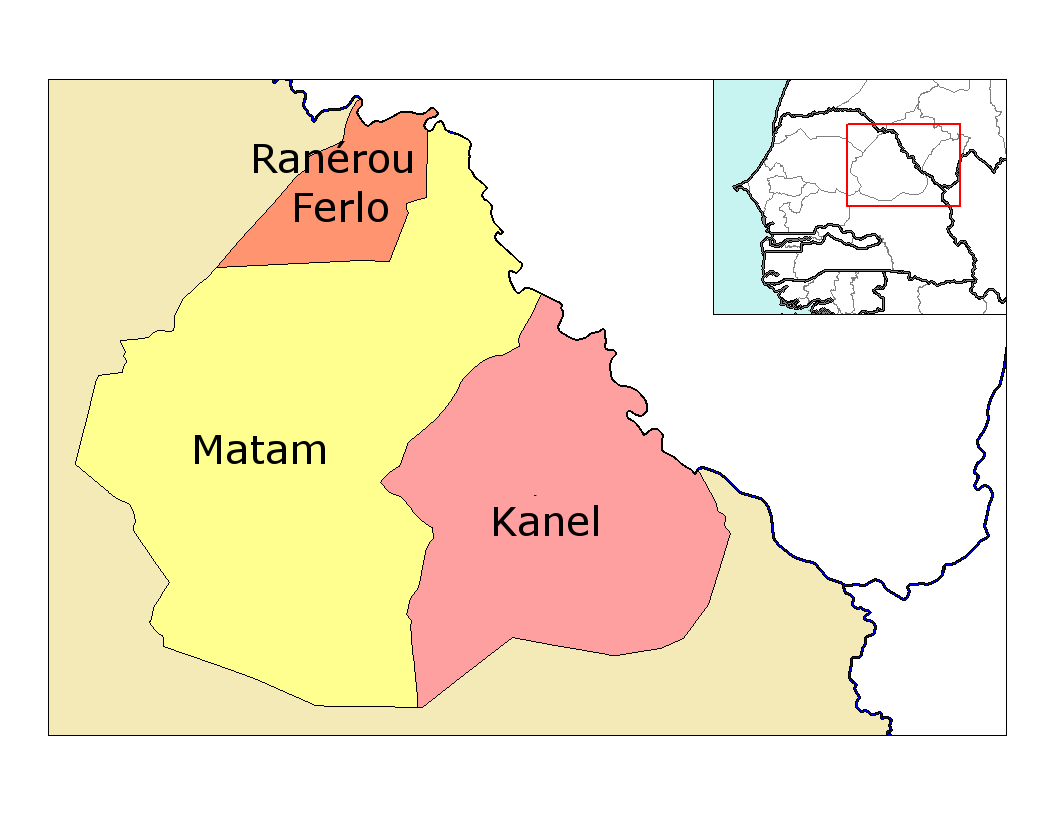

15°29′30″N 13°10′35″W / 15.49167°N 13.17639°W
卡內省（法語：Département de Kanel），是塞內加爾的省份，位於該國東北部，由馬塔姆區負責管轄，首府設於卡內，西北面是馬塔姆省，西南面是拉內魯弗洛省，2013年該城鎮人口238,605。